# Jule Styne
Jule Styne (/ ˈ dʒ uː l i s t aɪ n /; născut Julius Kerwin Stein; n. 31 decembrie 1905, Londra, Regatul Unit al Marii Britanii și Irlandei – d. 20 septembrie 1994, New York City, New York, SUA) a fost un compozitor anglo-american, cel mai bine cunoscut pentru o serie de musicaluri de pe Broadway, inclusiv câteva spectacole celebre, reluate frecvent, care au devenit și filme de succes: Gypsy, Gentlemen Prefer Blondes și Funny Girl.

## Viața timpurie
Styne s-a născut într-o familie de evrei. Părinții săi, Anna Kertman și Isadore Stein, erau emigranți din Ucraina (pe atunci în Imperiul Rus) și țineau o mică băcănie. Chiar înainte ca familia sa să părăsească Marea Britanie, a făcut impresii pe scena unor cântăreți cunoscuți, inclusiv Harry Lauder, care l-a văzut cântând și l-a sfătuit să studieze pianul. La vârsta de opt ani, s-a mutat cu familia la Chicago, unde a început să ia lecții de pian. S-a dovedit a fi o minune și a cântat la orchestrele simfonice din Chicago, Saint Louis și Detroit înainte de a împlini zece ani.

## Cariera
Înainte ca Styne să urmeze la Chicago Musical College⁠(d), el a atras deja atenția unui alt adolescent, Mike Todd, mai târziu un producător de film de succes, care i-a însărcinat să scrie o melodie pentru un act muzical pe care îl crease. A fost prima dintre cele peste 1.500 de cântece publicate pe care Styne le-a compus în cariera sa. Primul său hit, „Sunday”, a fost scris în 1926.
În 1929, Styne cânta cu trupa Ben Pollack. 
Styne a fost antrenor vocal pentru 20th Century Fox până când Darryl F. Zanuck l-a concediat pentru că antrenamentul vocal era „un lux și renunțăm la acele luxuri”. Zanuck i-a spus că ar trebui să scrie cântece pentru că „asta e pentru totdeauna”. Styne și-a înființat propria trupă de dans, ceea ce l-a făcut remarcat la Hollywood, unde a fost susținut de Frank Sinatra și a început o colaborare cu textierul Sammy Cahn. El și Cahn au scris multe cântece pentru filme, inclusiv „It’s Been a Long, Long Time” (nr. 1 timp de trei săptămâni pentru Harry James and His Orchestra în 1945), „Five Minutes More” și cântecul cu titlul câștigător al Oscarului pentru Trei Monede în Fântână(1954). Zece dintre melodiile sale au fost nominalizate la Oscar, multe dintre ele scrise cu Cahn, inclusiv „ I’ve Heard That Song Before ” (nr. 1 timp de 13 săptămâni pentru Harry James and His Orchestra în 1943), „ I’ll Walk Alone”, " It's Magic" (un hit nr. 2 pentru Doris Day în 1948) și " I Fall In Love Too Easily ". A colaborat cu Leo Robin la partitura pentru filmul muzical din 1955 My Sister Eileen.
În 1947, Styne a scris prima sa partitură pentru un musical de la Broadway High Button Shoes, cu Cahn, iar în următoarele decenii a scris partitura pentru multe spectacole de la Broadway, în special Gentlemen Prefer Blondes, Peter Pan (muzică suplimentară), Bells Are Ringing, Gypsy, Do Re Mi, Funny Girl, Lorelei, Sugar (cu o poveste bazată pe filmul Some Like It Hot, dar toată muzică nouă) și Hallelujah , Baby!.
Styne a scris muzică originală pentru parcul de distracții tematic de scurtă durată Freedomland USA⁠(d), care s-a deschis pe 19 iunie 1960.
Printre colaboratorii săi s-au numărat Sammy Cahn, Leo Robin, Betty Comden și Adolph Green, Stephen Sondheim, Bob Hilliard și Bob Merrill.
A scris partituri Broadway care au schimbat cariera pentru o mare varietate de vedete importante, inclusiv Phil Silvers, Carol Channing, Mary Martin, Judy Holliday, Ethel Merman și o viitoare Barbara Streisand.
El a fost subiectul This Is Your Life pentru televiziunea britanică în 1978, când a fost surprins de Eamonn Andrews în Time Square din New York.
Styne a murit de insuficiență cardiacă în New York City la vârsta de 88 de ani. Arhiva sa – inclusiv compoziții originale scrise de mână, scrisori și materiale de producție – este găzduită la Harry Ransom Center. 

## Premii
Styne a fost ales în Songwriters Hall of Fame⁠(d) în 1972 și în American Theatre Hall of Fame⁠(d) în 1981 și a primit un premiu special Drama Desk și Kennedy Center Honors în 1990. În plus, Styne a câștigat în 1955 Premiul Oscar pentru cea mai bună coloană sonoră, cântec original pentru „ Three Coins in the Fountain ” și „Hallelujah, Baby!” a câștigat premiul Tony în 1968 pentru cea mai bună muzică originală.

## Melodii
O selecție dintre numeroasele cântece pe care Styne le-a scris:
- „ Valsul de Crăciun ”
- " Conchita Marquita Lolita Pepita Rosita Juanita Lopez "
- „ Don’t Rain on My Parade ” (din Funny Girl)
- „ Diamantele sunt cel mai bun prieten al unei fete ” (din Gentlemen Prefer Blondes)
- „ Totul vine trandafiri ” (de la Gypsy)
- „ Fiecare stradă este un bulevard în Old New York ” (din Hazel Flagg)
- „Fiddle Dee Dee”
- „ Presupun că îmi voi agăța lacrimile să se usuce ”
- „Cum vorbești cu un înger”
- „ Nu vreau să merg fără tine ”
- „ Mă îndrăgostesc prea ușor ” (din Anchors Aweigh)
- „Încă devin gelos” (Pantofi cu nasturi înalți)
- " Voi merge singur "
- „ A trecut mult, mult timp ”
- „ It’s Magic ” (din Romance on the High Seas)
- „ Esti tu sau nimeni ”
- „ Am mai auzit cântecul acela înainte”
- " Just in Time " (din Bells Are Ringing)
- „Let Me Entertain You” (din Gypsy)
- " Lasă-l să ningă! Lasă-l să ningă! Lasă-l să ningă!"
- „Cu mult înainte să te cunosc”
- „ Fă pe cineva fericit ” (din Do Re Mi)
- „Banii îmi ard o gaură în buzunar” (din Living It Up)
- "Tara de Nicaieri"
- "Pata, vrei sa dansezi cu mine?"
- „ The Party's Over ” (din Bells Are Ringing )
- „ Oameni ” (din Funny Girl )
- „ Pico și Sepulveda ”
- „ Sâmbătă noapte (Is the Loneliest Night of the Week) ” cântată de Frank Sinatra
- „Small World”, din Gypsy, care a devenit un hit moderat când a fost cântat de Johnny Mathis în 1959
- „ Duminică ” cu Ned Miller
- „ Lucrurile pe care le-am făcut vara trecută ”
- „ Time After Time ” (din It Happened in Brooklyn )
- „ Trei monede în fântână ”, cântec câștigător al Oscarului din filmul cu același nume
- „ Împreună (oriunde mergem) ” (din Gypsy )
- „Winter Was Warm” (din Colindul de Crăciun al domnului Magoo )

### Credite
- Ice Capades of 1943 (1942) – Styne a contribuit cu o melodie
- Mă bucur să te văd! (1944) – închis în Philadelphia, Pennsylvania, în timpul probei
- Pantofi cu nasturi înalți (1947)
- Gentlemen Prefer Blondes (1949)
- Michael Todd's Peep Show (1950) – Styne a contribuit cu 2 numere
- Doi pe culoar (1951)
- Hazel Flagg (1953)
- Peter Pan (1954) (muzică suplimentară)
- Sora mea Eileen (1955)
- Clopotele sună (1956)
- Spune, dragă (1958)
- O petrecere cu Betty Comden și Adolph Green (1958)
- Primele impresii (1959) (produs de)
- Țigan (1959)
- Do Re Mi (1960)
- Metrourile sunt pentru dormit (1961)
- Colindul de Crăciun al domnului Magoo (1962)
- Arturo Ui (1963) – Styne a contribuit cu muzică incidentală la aceastăpiesă a lui Bertolt Brecht
- Fată amuzantă (1964)
- Wonderworld (1964) – versuri de fiul lui Styne, Stanley
- Fade Out – Fade In (1964)
- Ceva mai mult! (1964) – regizat de Styne
- Crăciunul periculos al Scufiței Roșii (1965)
- Aleluia, iubito! (1967)
- Draga zilei (1968)
- Privește la crini (1970)
- Noaptea în care au vorbit animalele (1970)
- Prettybelle (1971) – închis la Boston
- Sugar (1972) (revizuit ca Some Like It Hot: The Musical pentru un turneu național din SUA din 2002-2003, cu Tony Curtis ca Osgood Fielding, Jr.)
- Lorelei (1974) – în esență o continuare/renaștere a Gentlemen Prefer Blondes
- La naiba! (1976) – închis în Baltimore în timpul probei pre-Broadway
- Side by Side by Sondheim (1976)
- Bar Mitzvah Boy (1978)
- One Night Stand (1980) – închis în perioada de previzualizare
- Pieces of Eight (1985)
- Pantofii roșii (1993)